# Episodi di Southland (quinta stagione)
La quinta e ultima stagione della serie televisiva Southland è stata trasmessa negli Stati Uniti dal 13 febbraio al 17 aprile 2013 su TNT. 
In Italia è stata trasmessa da AXN dal 25 settembre al 27 novembre 2013; in chiaro è stata trasmessa dal 19 al 26 marzo 2019 sul canale TOP Crime.
| nº | Titolo originale  | Titolo italiano        | Prima TV USA     | Prima TV Italia   |
| -- | ----------------- | ---------------------- | ---------------- | ----------------- |
| 1  | Hats and Bats     | Medaglia d'onore       | 13 febbraio 2013 | 25 settembre 2013 |
| 2  | Heat              | Reazione a catena      | 20 febbraio 2013 | 2 ottobre 2013    |
| 3  | Babel             | Una giornata difficile | 27 febbraio 2013 | 9 ottobre 2013    |
| 4  | Under the Big Top | Pioggia di soldi       | 6 marzo 2013     | 16 ottobre 2013   |
| 5  | Off Duty          | Fuori servizio         | 13 marzo 2013    | 23 ottobre 2013   |
| 6  | Bleed Out         | Follia per le strade   | 20 marzo 2013    | 30 ottobre 2013   |
| 7  | Heroes            | Eroi                   | 27 marzo 2013    | 6 novembre 2013   |
| 8  | The Felix Paradox | Gang in guerra         | 3 aprile 2013    | 13 novembre 2013  |
| 9  | Chaos             | Vite in bilico         | 10 aprile 2013   | 20 novembre 2013  |
| 10 | Reckoning         | La resa dei conti      | 17 aprile 2013   | 27 novembre 2013  |

## Medaglia d'onore
- Titolo originale: Hats and Bats
- Diretto da: Christopher Chulack
- Scritto da: Jonathan Lisco

### Trama
Ben riceve la medaglia d'onore e diventa l'uomo immagine delle polizia. 
 Lydia si divide tra il suo bambino e le indagini di polizia con l'aiuto di sua mamma. 

Tammi cerca di provocare Sam per filmarlo mentre la maltratta e consegnare il video alla giudice del procedimento per la custodia di Nate.

## Reazione a catena
- Titolo originale: Heat
- Diretto da: Daniel Sackheim
- Scritto da: Heather Zuhlke

### Trama
L'agente Mendoza, della divisione di Alvarado, viene ferito con un colpo di arma da fuoco nel giardino di casa sua. Ben organizza un barbecue per raccogliere fondi per coprire le spese mediche di Mendoza. Inoltre, ignorando le raccomandazioni del sergente, indaga per trovare il colpevole e assicurarlo alla giustizia. Sfruttando un mandato di comparizione Ben interroga Dwein, un membro della East side G, e lo forza a fare il nome del colpevole: Laronne dei Two Treis, una banda rivale. Ma le indagini dimostrano che Mendoza, oppresso dai debiti, si è ferito da solo e Laronne si vendica sparando al figlio di Dwein. 

Lydia ha deciso di usare il latte artificiale così il bambino dorme la notte e può riprendere a dormire ed allenarsi. Un escursionista ha rinvenuto un cadavere sulle Hills. Lydia e Ruben si recano in palestra dalla moglie della vittima, una puglie professionista, per interrogarla e fare luce sul delitto. Lydia decide di accettare un invito ad una festa di compleanno, ma Ruben la va a prendere al bar perché la madre è deceduta.
 
È una giornata calda e la popolazione di Los Angeles è nervosa. Un anziano signore finisce con l'auto in un campo da golf, nonostante le contrarietà della sua recluta, John procede sequestrandogli l'auto e ritirandogli la patente. Più tardi, rispondendo una chiamata al 911, i due agenti lo rinvengono morto suicida a casa sua. John e Gary rimangono coinvolti in una sparatoria, l'agente Cooper risponde al fuoco mentre l'agente Steele si rifugia dietro l'auto. 

Cooper riceve le attenzioni di una ragazza affetta dalla Sindrome di Down che ha incontrato da Starbucks. 

- Guest star: Chad Michael Murray (Dave Mendoza)

## Una giornata difficile
- Titolo originale: Babel
- Diretto da: J. Michael Muro
- Scritto da: Aaron Rahsaan Thomas

### Trama
Lydia, dopo il funerale, ripone le cose appartenute alla madre e riprende servizio. Un uomo è stato ucciso nella sua auto con due colpi di arma da fuoco. 

Cooper non vuole più addestrare nuove reclute così gli viene assegnato come nuovo partner il Detective Lucero. 

Ben e Sam si recano in una scuola elementare per educare i bambini a proteggersi dagli sconosciuti pericolosi. 
 Sam è nervoso perché Tammy non si è presentata allo scambio di custodia e non ha idea di dove siano lei e Nate. Tammy denuncia Sam per aggressione dopo l'ennesimo alterco per la custodia di Nate. 

La centrale operativa è fuori uso così tutte le comunicazioni avvengono con i cellulari rallentando i tempi di intervento.
- Guest star: Gerald McRaney (Hicks), Anthony Ruivivar (Det. Hank Lucero)

## Pioggia di soldi
- Titolo originale: Under the Big Top
- Diretto da: Féliz Enrìquez Alcalà
- Scritto da: Sara Gran

### Trama
Ben ha iniziato una relazione con la maestra che ha conosciuto durante le lezioni a scuola. Sam si organizza per migliorare la sua situazione in vista dell'udienza per l'affidamento di Nate.
Ben e Sam inseguono un uomo in metropolitana, ma restano divisi quando Ben riesce a salire sul convoglio e Sam no. 
 
Cooper passa la notte con il suo ex. Al lavoro deve trovare i teppisti che hanno compiuto atti di vandalismo a Bechwood Canyon e un esibizionista al Teatro Chinese. 

Lydia si incontra con il padre di Christopher, ora che sta divorziando vuole prendersi cura del bambino e frequentarlo. Una donna denuncia la scomparsa del fidanzato Ted, un addetto agli effetti speciali. 

- Guest star: Anthony Ruivivar (Det. Hank Lucero), John Billingsley (Vandalo)

## Fuori servizio
- Titolo originale: Off Duty
- Diretto da: Regina King
- Scritto da: Zach Whedon

### Trama
Cooper fa un'altra chiacchierata al bar con Hicks. Al lavoro lui ed Hank si recano da un'anziana signora disperatamente alla ricerca del marito, perquisendo la casa Copper rinviene un cadavere in evidente stato di decomposizione. Durante un inseguimento Dewey ha un infarto, l'evento acuisce il malessere di Cooper nei confronti della sua professione.

Ben discute con Brooke, la sua compagna, perché porta la pistola anche fuori servizio. Nel frattempo, Sam sta lavorando come bodyguard per una popstar, quando sente dei colpi di arma da fuoco ed interviene salvando una passante da un uomo armato che sparava per strada. Alcuni paparazzi lo fotografano e il suo intervento diventa di dominio pubblico. L'inchiesta per la denuncia di Tammy viene affidata alla divisione Affari Interni.

Lidya affida Christopher a Ruben, il suo partner, perché deve andare in Arizona per presenziare ad una esecuzione. La divisione omicidi non ha casi su cui indagare, ma ricevano la visita di Melanie, una nota mitomane, e di un ragazzino che consegna degli esplosivi bellici che ha rinvenuto nella soffitta di suo nonno.
- Guest star: Gerald McRaney (Hicks), Anthony Ruivivar (Det. Hank Lucero)

## Follia per le strade
- Titolo originale: Bleed Out
- Diretto da: Christopher Chulack
- Scritto da: Chad Feehan

### Trama
John e Hank rimangono coinvolti in una sparatoria perché un collega non ha perquisito correttamente un detenuto armato di pistola. In seguito intervengono per una lite domestica e per un incidente, una donna investita da un pullman turistico. Infine trovano un uomo sporco di sangue e armato di coltello. Hank vuole organizzare un incontro a quattro con John ed una amica della moglie. 

Lydia si sveglia con Cris in lacrime. Al lavoro, con Ruben, si occupa della morte in circostanze misteriose di un bambino. 

Dewey riprende servizio. 

Ben, nonostante l'abbia tradita con un'altra donna conosciuta in servizio, continua a convivere con Brooke. Sam e Ben vengono interrogati dalla affari interni per la denuncia di Tammy.
Durante il servizio devono rispondere a numerose chiamate perché un uomo aggredisce i negozianti del quartiere urlando Attica. Individuato l'uomo ruba un taxi generando un inseguimento. Resosi conto della pericolosità della situazione Sam abbandona l'inseguimento facendo infuriare Ben.
- Guest star: Gerald McRaney (Hicks), Anthony Ruivivar (Det. Hank Lucero)

## Eroi
- Titolo originale: Heroes
- Diretto da: J. Michael Muro
- Scritto da: Heather Zuhlke

### Trama
John forza Hicks a disintossicarsi per superare i suoi problemi di alcolismo e il padre gli chiede di visitarlo in carcere ora che sta morendo.
Cooper e Hank intervengono sul luogo di un incidente: un palo della luce è caduto per strada ed un bambino è rimasto imprigionato nell'acqua elettrificata. 

Lydia permette al padre di Christopher di portare il bambino al parco. Ruben le chiede se la figlia può intervistarla per un progetto scolastico.
Lydia e Ruben indagano sul rinvenimento di un cadavere in una siepe. 

Dewey, come da tradizione nella polizia di Los Angeles, fa il primo turno della figlia Rayann in coppia con lei. 

Le accuse contro Sam sono cadute, ma lui si sente in colpa per aver manipolato la verità.
Ben e Sam intervengono per dissuadere un ragazzo dal gettarsi da un ponte. Più tardi si recano a casa sua perché l'ospedale non riesce a contattare i suoi genitori e li trova morti. In serata partecipano alla festa di pensionamento di una prostituta.
- Guest star: Gerald McRaney (Hicks), Dorian Missick (Det. Ruben Robinson), Jamie McSahne (Serg. Hill), Anthony Ruivivar (Det. Hank Lucero)

## Gang in guerra
- Titolo originale: The Felix Paradox
- Diretto da: Stephen Cragg
- Scritto da: Aaron Rahsaan Thomas

### Trama
Ben si frequenta regolarmente con Elena, ma va comunque a conoscere i genitori di Brooke. Tammy è stata arrestata per guida in stato di ebbrezza, inoltre nella sua auto sono stati rinvenuti numerosi flaconi di pillole. La custodia di Nate verrà molto probabilmente affidata a Sam. Ben manda il fratello di Elena a recuperare il video di Tammy a casa di Sam, ma la situazione gli sfugge di mano e aggredisce la babysitter rientrata con Nate prima del previsto. 

Lydia e Ruben indagano sull'omicidio di Scott Hill, un tossicodipendente trovato morto con una pallottola in testa, figlio del Sergente Hill. 

Felix Havier è rimasto ucciso in uno scontro a fuoco con la polizia, ora i piccoli spacciatori si fanno la guerra per conquistare il predominio sul suo territorio, le pattuglie e l'anti crimine sono in appoggia alla narcotici per la notifica dei mandati di arresto.
- Guest star: Carmen Corral (Elena Herrera), Dorian Missick (Det. Ruben Robinson), Jamie McSahne (Serg. Hill), Annie Monroe (Brooke Riley), Anthony Ruivivar (Det. Hank Lucero)

## Vite in bilico
- Titolo originale: Chaos
- Diretto da: Christopher Chulack
- Scritto da: Zack Whedon

### Trama
Cooper porta Hank in un bar gay e gli confessa la sua omosessualità. Il giorno dopo al lavoro si recano a controllare una segnalazione di attività sospetta in un edificio abbandonato e vengono aggrediti e poi rapiti da due tossici. Tutto il dipartimento di Los Angeles si mette alla loro ricerca. 

Lydia riallaccia i rapporti con Russell, il suo ex partner. 

Sam continua ad indagare sull'effrazione in casa sua nonostante Ben tenti di dissuaderlo.
- Guest star: Carmen Corral (Elena Herrera), Ryan Dorsey (Rapitore), Lesley Fera (Sergeant Waters), Tobias Jelinek (Rapitore), Jamie McSahne (Serg. Hill), Annie Monroe (Brooke Riley), Anthony Ruivivar (Det. Hank Lucero), Marcello Thedford (Strokeface)

## La resa dei conti
- Titolo originale: Reckoning
- Diretto da: Christopher Chulack
- Scritto da: Jonathan Lisco

### Trama
Lydia si reca sul luogo in cui sono stati tenuti prigionieri Cooper e Hank. Accortasi che il bambino ha la febbre lo affida a Russ. 

Un poliziotto sotto copertura consegna a Lydia e Ruben l'arma di Hank Lucero; due tossici l'hanno consegnata ad uno spacciatore in cambio di un po' di erba. I due decidono di non consegnarla alla squadra omicidi e di proseguire le indagini da soli. Rintracciati i sospettati, però, uno dei due uccide il complice e lo getta sotto la loro auto durante l'inseguimento, riuscendo a fuggire. Grazie ad un ricordo di Cooper rintracciano nuovamente il secondo rapitore e lo arrestano.

Cooper si è trasferito a casa dell'ex moglie per la convalescenza. L'assassino di Hank non è ancora stato arrestato e lui è di servizio in ufficio. 

Brooke si presenta a casa di Elena e la invita a lasciarlo perché non è una bella persona. Non avendo riscontro aggredisce entrambi inveendo contro la coppia. 

Sam va di pattuglia con l'elicottero per trovare una vecchia Civic verde con il cofano rosso, che una coppia ha visto allontanarsi da casa sua la notte dell'aggressione. Ben fa rimuovere l'auto del fratello di Elena per divieto di sosta per toglierla dalla circolazione e lo obbliga a lasciare Los Angeles. John non ha superato il trauma, perde il controllo con un vicino rumoroso e la pattuglia intervenuta lo uccide, finale tragico. 
- Guest star: Tom Everett Scott (Det. Russell Clarke), Michael Beach (Detective Williams), Hedy Burress (Laurie Cooper), Carmen Corral (Elena Herrera), Ryan Dorsey (Rapitore), Tobias Jelinek (Phillip Reed), Gerald McRaney (Hicks), Jamie McShane (Serg. Hill), Dorian Missick (Det. Ruben Robinson), Annie Monroe (Brooke Riley), Javier Nunez, Alex Skuby, Jasmin Tavarez (Adina Lucero)